# 簗瀬八幡平の首塚

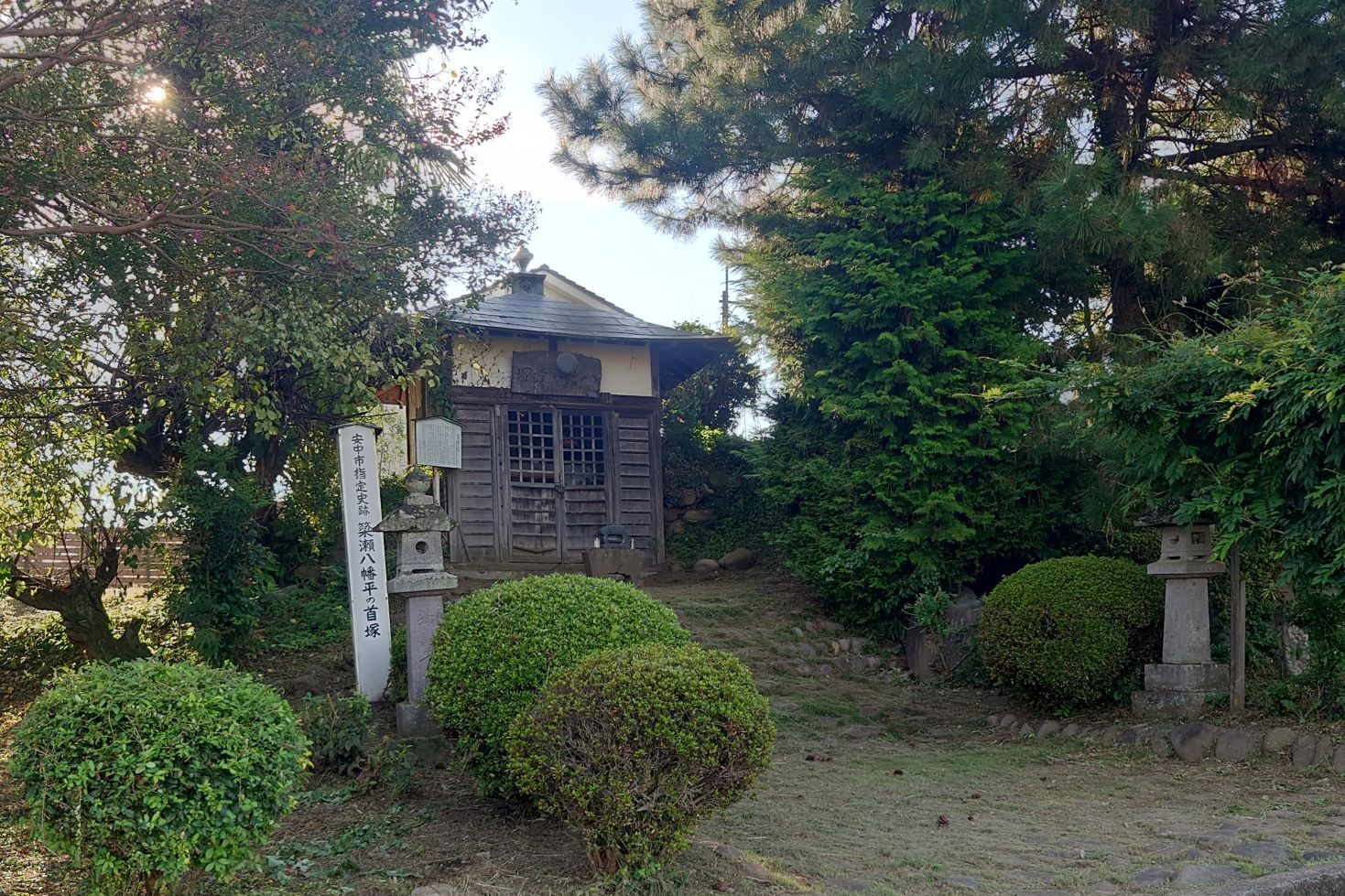
簗瀬八幡平の首塚。

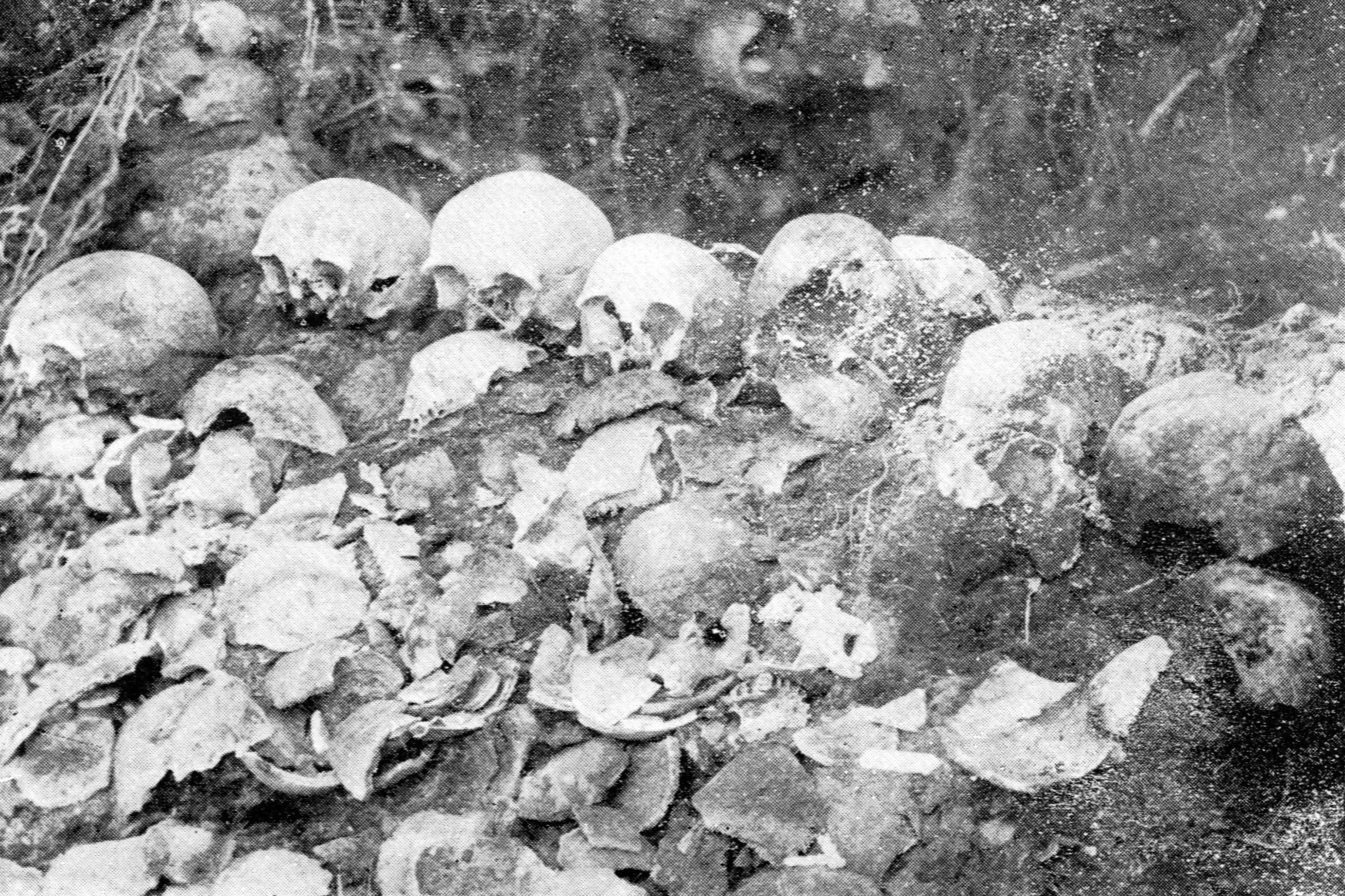
1931年に発見された頭蓋骨（『上毛及上毛人』第169号）

簗瀬八幡平の首塚（やなせはちまんだいらのくびづか）とは、群馬県安中市簗瀬753に位置する塚。古墳時代の円墳（首塚古墳）に、中世の頭骨が大量に埋葬されている遺跡で、安中市の史跡に指定されている。

## 概要
碓氷川左岸の河岸段丘上、国指定史跡・簗瀬二子塚古墳の道を挟んで南西に位置する。この場所から大量の人骨が出土したのは1931年（昭和6年）3月のことで、頭蓋骨の数は200個余とされ、群馬県社寺兵事課が調査にあたった。当時は1556年（弘治2年）に長野業正軍と武田軍とが戦った甕尻が原の戦いの犠牲者を埋葬したものとの説が示された。
1952年（昭和27年）に東京大学教授・鈴木尚の調査したところによれば、150体分を超える頭骨を検出し、その中には成人男性だけでなく女性や幼年者の骨も含まれているが、下顎骨など頭骨以外の骨はほとんど検出されなかった。また頭骨には刺創のあるものも含まれ、形質は中世の日本人の特徴を示しており、骨の上には浅間山A軽石層の堆積が確認された。これらから鈴木は、戦国時代に近くの城砦が落城した際の犠牲者の骨を、後世別の場所から改葬したものと推測している。
1964年（昭和34年）10月9日に安中市指定史跡となった。
1997年（平成9年）にトレンチ調査を行ったところ、墳丘南側から中世の板碑7基が発見され、うち1つには1337年（建武4年）の紀年銘が確認された。
頭骨の集積が行われたのが1783年（天明3年）の浅間山噴火以前であることは確実だが、資料を欠いているため、いつどのような原因による死者であるのかなど詳細は確定できていない。

## 首塚古墳
直径約24メートルの円墳。天井石は除去されているが埋葬主体部の横穴式石室が確認されている。埴輪片も出土しており、6世紀後半の築造とみられる。